# Ours à problèmes
Un ours à problèmes est un ours considéré comme gênant ou dangereux par l'être humain. La définition peut varier selon les pays.

## Définition
En France, un ours à problèmes est « un ours ayant un comportement entraînant une situation aiguë de conflit avec l'homme ». Trois situations entraînent le classement d'un ours dans cette catégorie : un ours trop familier vis-à-vis de l’homme ; un ours anormalement prédateur ; un ours agressif envers l’homme.
En Espagne, pays qui partage avec la France la gestion de l'ours dans les Pyrénées, un ours qui ne craint pas la présence de l'homme n'est « à problèmes » que s'il associe les installations humaines à la recherche de nourriture. Sinon, il est simplement un « ours habitué » (oso habituado). De plus, un comportement agressif en réponse à une attaque ou autre comportement normalement perçu par lui comme une attaque n'envoie pas l'ours dans la catégorie « à problèmes ».
En Suisse par contre, le plan ours prévoit « d'abattre un ours quand il ne craint plus l'homme, qu'il pénètre à plusieurs reprises dans des zones d'habitation fermées et dont la peur de l'homme n'augmente pas, en dépit d'actions d'effarouchement répétées » sans attendre un comportement agressif.

## Causes
Avec le réchauffement climatique, le territoire des ours polaires se réduit et se déplace, en même temps que la présence de l'Homme dans le grand Nord augmente. Cela accroît les risques de rencontres entre les représentants des deux espèces et de comportements violents des ours. Ainsi, une étude a montré que la plupart des attaques d'humains par des ours en Arctique entre 1870 et 2014 ont eu lieu après 2010, lors des périodes de plus grand rétrécissement de la banquise.

## Prévention
Afin d'éviter les comportements à problèmes, différentes méthodes de prévention sont définies.

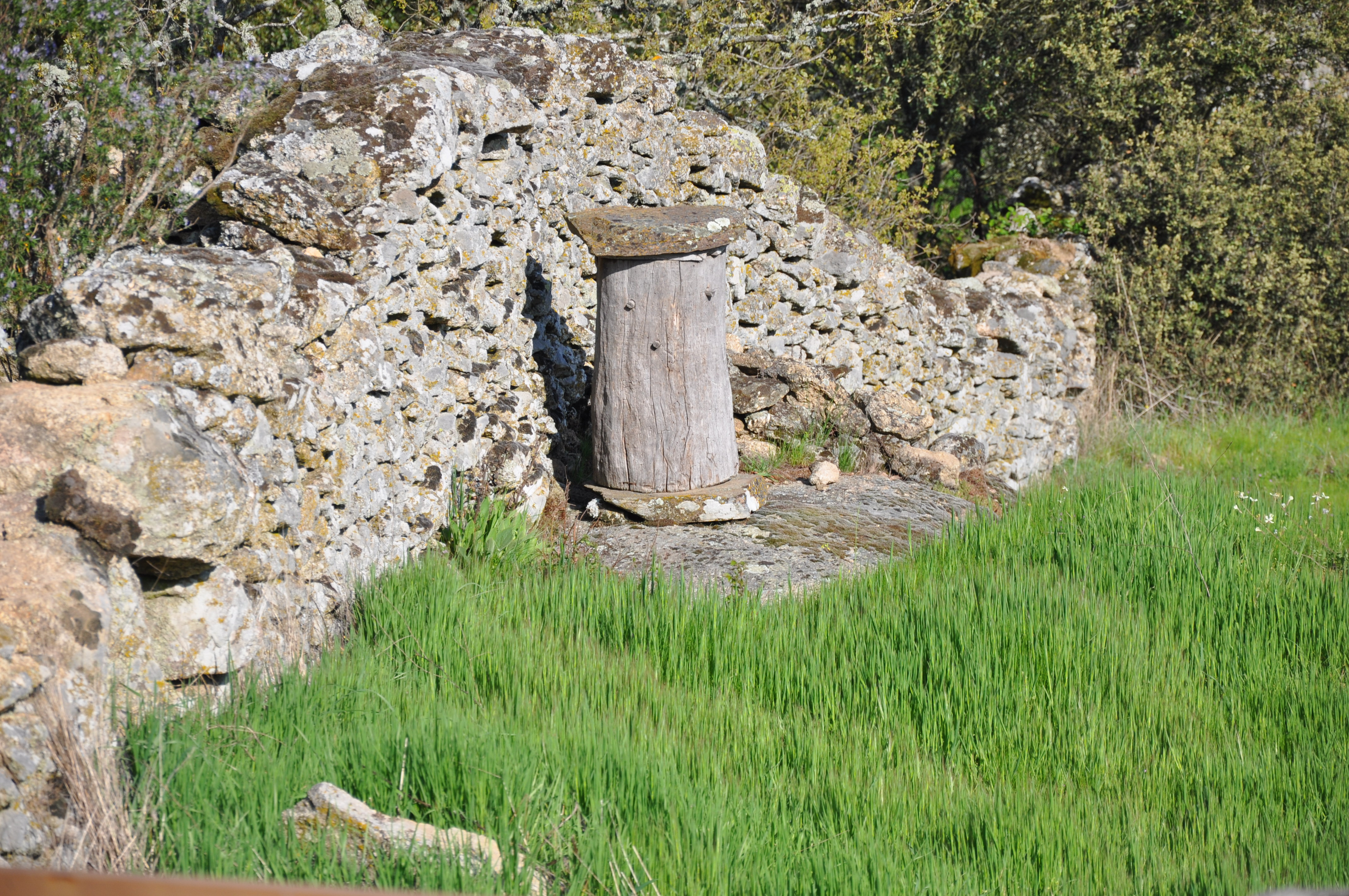
Ruche traditionnelle à Miranda do Douro.

Au Portugal, où l'ours n'est plus présent à l'état sauvage, les ruches traditionnelles étaient protégées par des murs en pierres pouvant mesurer deux mètres de haut pour un mètre d'épaisseur. Appelées silhas, ces constructions attestent de la présence passée de l'Ours dans 27 à 38 communes du Nord et de l'Est du pays.

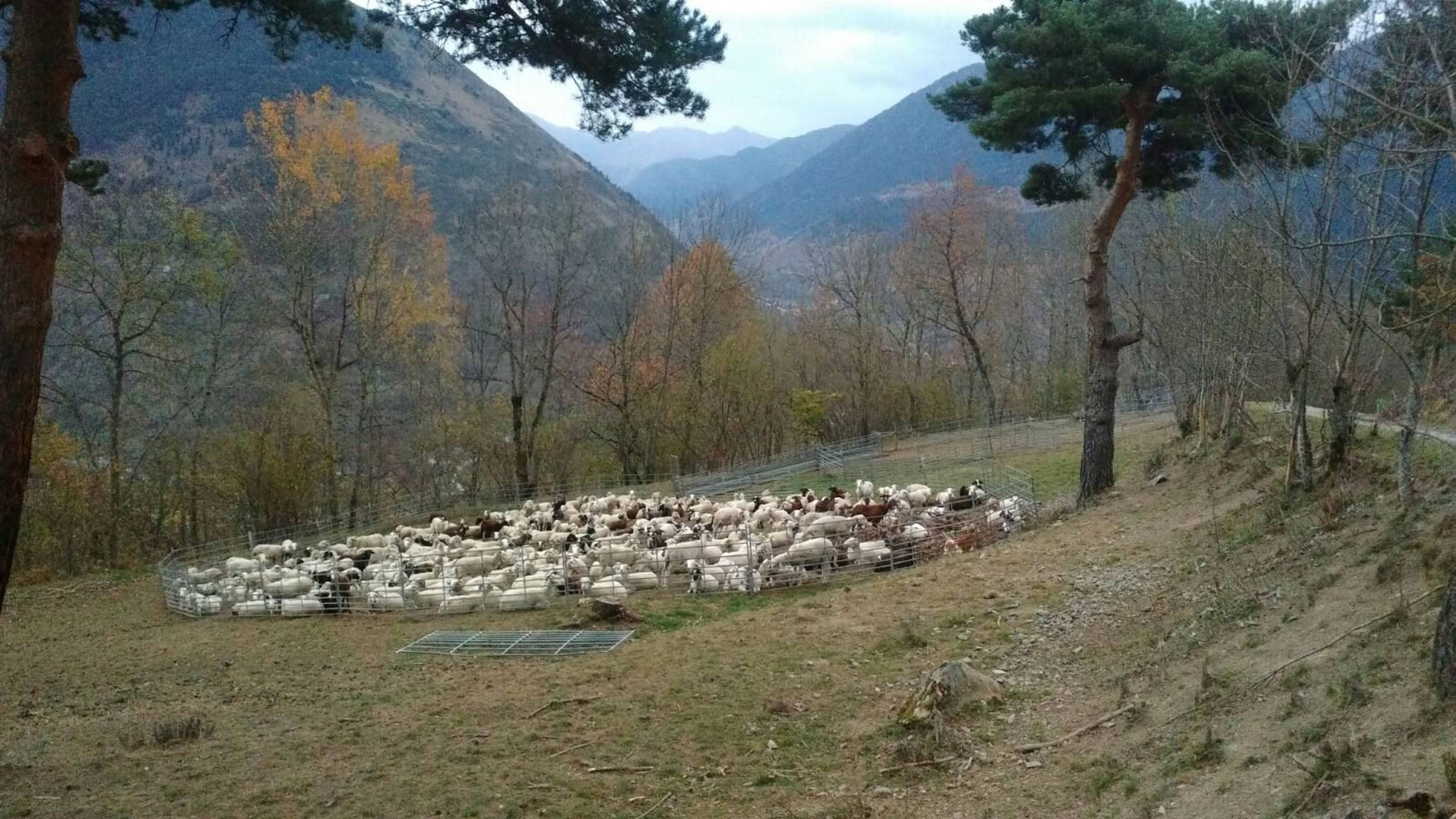
Troupeau de moutons regroupé derrière une clôture électrique pour prévenir une attaque d'ours dans les Pyrénées (2018).

## Réponses
Différentes réponses sont possibles.
L'effarouchement consiste à faire peur à l'ours afin de modifier son comportement. Cela peut consister en un tir de cartouches en plastique qui entraînent une douleur chez l'animal sans le blesser. Il peut être associé à divers bruits qui accentueront la peur éprouvée par l'ours.
Des mesures de suivi, notamment en équipant l'animal identifié avec un collier GPS.
L'animal peut également être éloigné physiquement du lieu où il pose des problèmes, éventuellement en le mettant en captivité. Enfin, dans certains cas, les autorités peuvent décider de tuer l'ours. Ainsi en février 2013 en Suisse, l'Ours M13 a pris l'habitude de s'approcher des habitations et d'y chercher de la nourriture. Il lui arrivait également de suivre des humains. Resté peu farouche malgré les tentatives d'effarouchement, il est abattu par les autorités bien qu'il n'a jamais montré de comportement agressif envers l'homme.